# Iain Percy

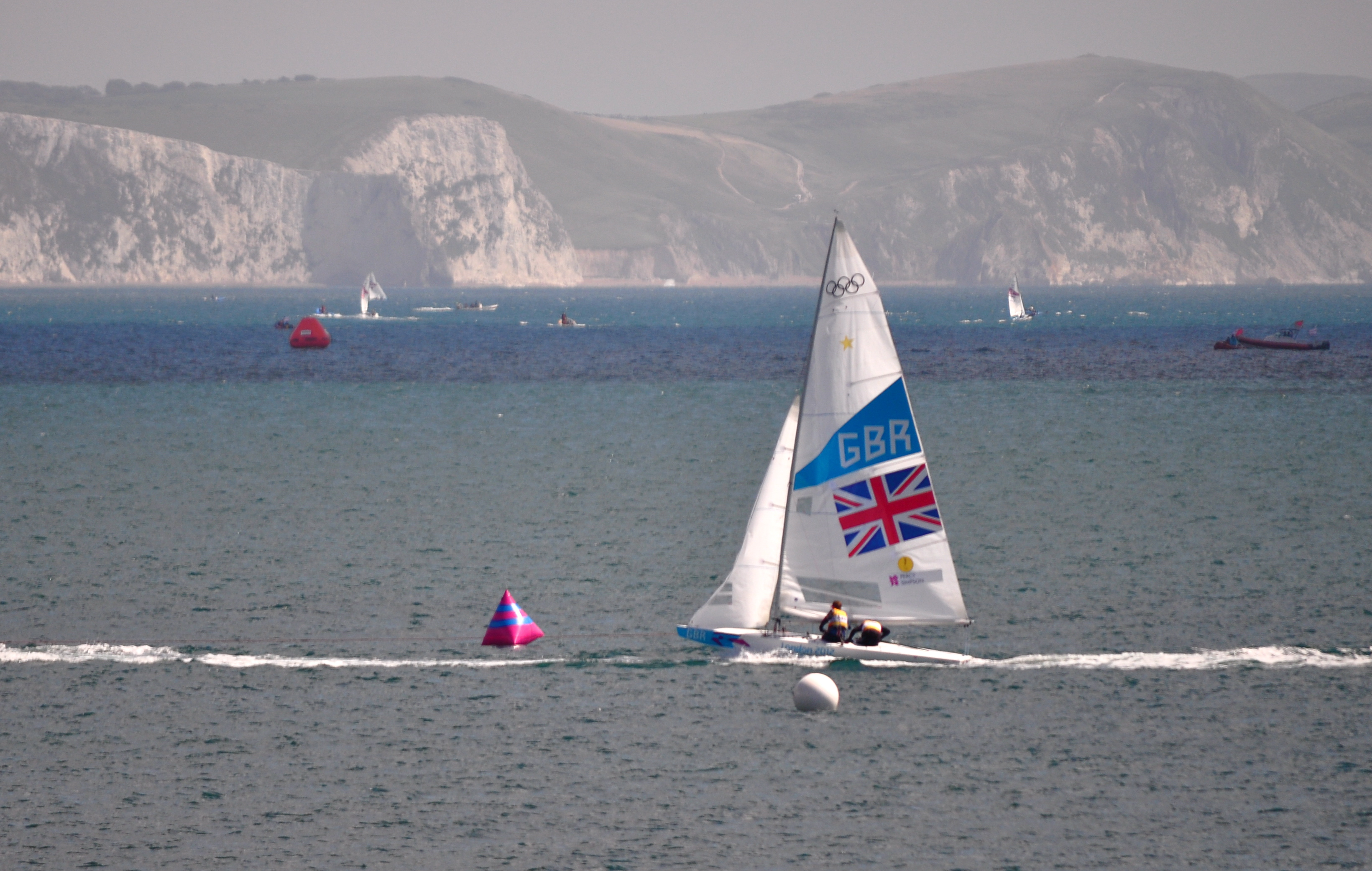
Iain Percy och Andrew Simpson i starbåtstävling i Weymouth vid 2012 års sommarolympiad

Iain Bryden Percy, född 21 mars 1976 i Southampton, Hampshire, är en brittisk seglare som vunnit två olympiska guldmedaljer, en silvermedalj och två världsmästerskap.
Han började segla vid fyra års ålder och är en av tre brittiska män som vunnit fler än ett olympiskt guld i segling.
Iain Percy grundade 2017 båttillvetkaren Artemis Technologies i Belfast, som utvecklar eldrivna bärplansbåtar.